# مسجد مفتاح الجنة
مسجد مفتاح الجنة (بالاندونيسية: Masjid Miftahul Jannah) هو أحد المساجد في قرية يولوكورو في تاكرهاجو المتفرعة من مدينة امونجان في مقاطعة جاوة الشرقية في إندونيسيا، وقد بني مسجد مفتاح الجنة من قبل مواطني قرية تاكرهاجو .

## العمارة
قبة المسجد تذكر بقبة الجامع الكبير في سورابايا .

## وصلات خارجية
- موقع المسجد الرسمي
- موقع المسجد على الخريطة